# 小行星5010
小行星5010（5010 Amenemhêt）是一颗绕太阳运转的小行星，为主小行星带小行星。该小行星于1960年9月24日发现。

## 轨道参数
小行星5010的轨道半长轴为2.7177398 UA，离心率为0.200。